# Василенко, Владимир Васильевич
Владимир Васильевич Василенко (род. 14 декабря 1954, Черниговка, Запорожская область) — российский военнослужащий, генерал-майор, начальник 4-го центрального научно-исследовательского института Министерства обороны Российской Федерации (2004—2010).

## Биография
Родился 14 декабря 1954 года в посёлке Черниговка Запорожской области.
Военный инженер, специалист в области ракетно-космической техники. В Вооруженных Силах с июля 1972 года. 
- 1977 год — Окончил Черноморское высшее военно-морское училище им. П. С. Нахимова
- 1987 год — Окончил заочную адъюнктуру при Военной академии им. Ф. Э. Дзержинского
- 1999 год — Окончил Высшие академические курсы при Военной академии ГШ ВС РФ
- 2002  год — заместитель начальника Военной академии РВСН им. Петра Великого по учебной и научной работе
- 2003 год — генерал-майор
- 2003 год — доктор технических наук
- 2004 год — член-корреспондент РАРАН
- 2004 год — лауреат премии Правительства РФ в области науки и техники
  - за участие в создании ракетно-космической системы на базе стратегических ракет РС-20 для запуска космических аппаратов (программа «Днепр»)
- 2004—2010 — начальник 4-го центрального научно-исследовательского института Министерства обороны Российской Федерации.

## Награды
- 1996 год —  орден «За военные заслуги»
- 2004 год — лауреат премии Правительства РФ в области науки и техники.
- медали[какие?]